# Tor Jonsson
Tor Jonsson (* 14. Mai 1916 in Lom als Tor Johnsen; † 14. Januar 1951 in Oslo) war ein norwegischer Schriftsteller, der vor allem als Lyriker bekannt ist. Er schrieb in der Sprachform Nynorsk.

## Leben

### Kindheit und Jugend

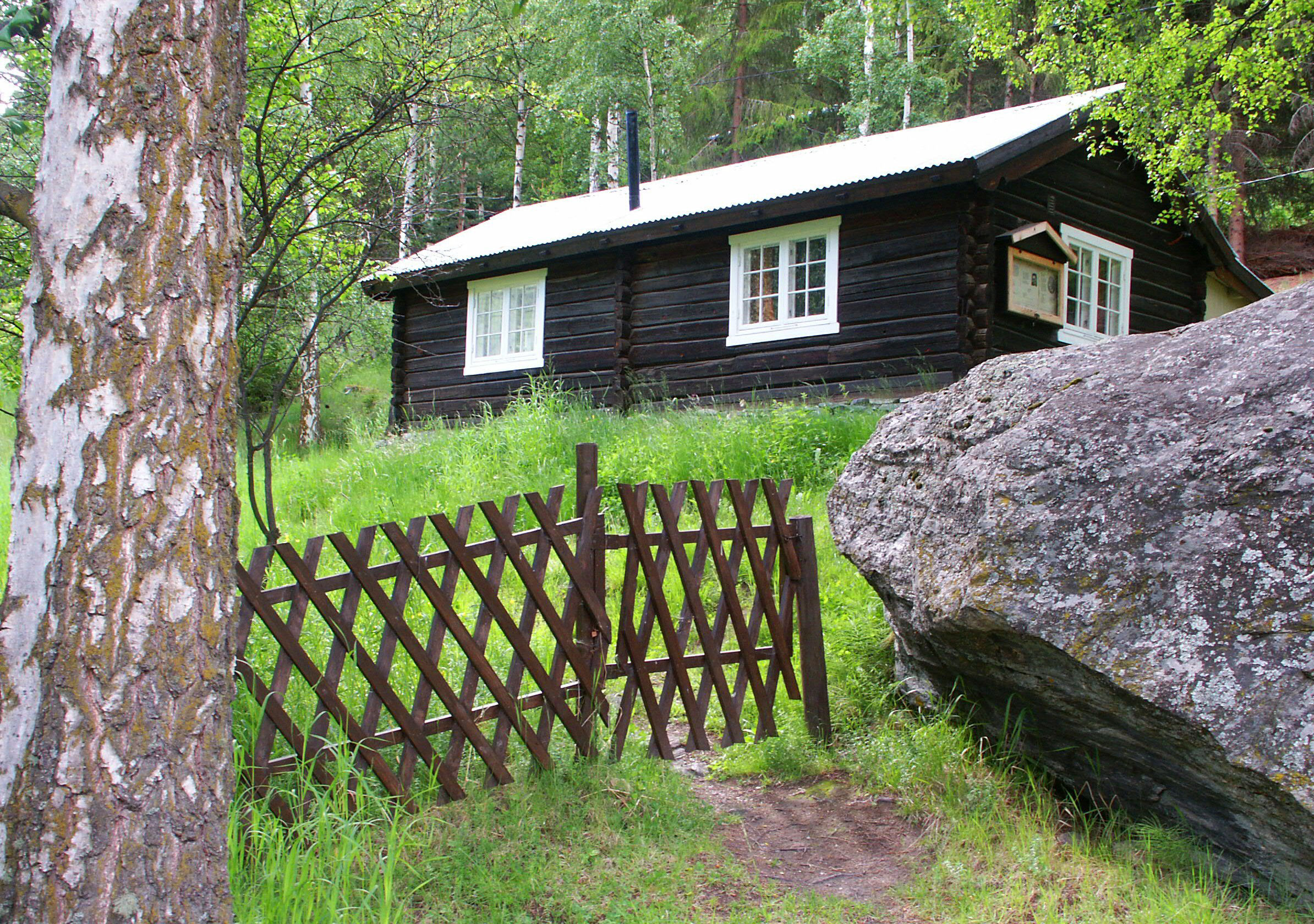
Geburts- und Wohnhaus von Tor Jonsson

Jonssons Eltern waren der Bauer Johannes Johnsen und dessen Frau Tøro Torsdotter Erlandsstugu. Tor Johnsens Vater betrieb als Pächter den Bauernhof Kroken bei Lom im Gudbrandsdal und war bei den Arbeiderdemokratene und später in der Radikale Folkeparti lokalpolitisch aktiv. Als die Familie Kroken 1924 verlassen musste, baute Johannes Johnsen mit der Hilfe von Freunden ein kleines Blockhaus. Eigenes Land zur Bewirtschaftung besaß er nicht, so dass er seinen Lebensunterhalt als lohnabhängiger Landarbeiter verdienen musste. Als Tor Jonsson 13 Jahre alt war, starb sein Vater an einem Herzinfarkt. Die Familie lebte in ärmlichen Verhältnissen.
Bereits als Kind hatte Jonsson gerne gelesen, und als Jugendlicher schrieb er erste Gedichte. Seine Klassenkameraden verglichen ihn deshalb mit Olav Aukrust, einem bekannten Dichter aus Lom, von dem seine frühen Werke auch tatsächlich beeinflusst waren. Jonssons ältestes erhaltenes Werk ist ein Loblied auf seine Lehrerin aus dem Jahre 1931. Ab 1932 veröffentlichte er Kurzgeschichten in Zeitungen. Dafür verwendete er den Namen Jonsson anstelle seines Geburtsnamen Johnsen. 1937 stellte er einen Gedichtband zusammen, fand jedoch keinen Verlag.

### Karriere als Schriftsteller und Journalist
1939 begann Jonsson, der als Gelegenheitsarbeiter in Landwirtschaft und Gartenbau tätig war, eine Ausbildung zum Gärtner in Lena, kehrte jedoch schon im folgenden Jahr wegen des Zweiten Weltkriegs nach Lom zurück. Während des Krieges, im Herbst 1943, erschien sein erstes Buch, die Gedichtsammlung Mogning i mørkret. Obwohl das Buch wenig Beachtung in der Presse fand, wurden 1300 Exemplare verkauft. Jonssons Lyrik in dieser Phase seines Schaffens wird stilistisch mit den Werken Nordahl Griegs verglichen.
Nach dem Krieg fand Jonsson eine Anstellung als Journalist bei der Zeitung Dølenes Blad in Otta. Ab November 1945 betreute er dort die Rubrik Lyrikk for livet, in der er Gedichte norwegischer und ausländischer Schriftsteller veröffentlichte. Diese Rubrik führte er in der Nachfolgezeitung Dølablad und ab 1946 in der Zeitung Hallingdølen weiter. Zusätzlich schrieb für die Zeitungen Artikel. In diesen befasste sich Jonsson, der durch den Einfluss seines Vaters Sozialist war, unter anderem mit dem Krieg. Später kritisierte er die Kirche, aus der er 1946 austrat, sowie die Kristelig Folkeparti. Die öffentlichen Reaktionen auf diese Artikel brachten ihn dazu, seine Festanstellung niederzulegen und nach Lom zurückzukehren. Von dort schrieb er als freier Journalist hauptsächlich für die Zeitungen Dagbladet und Arbeiderbladet.
1946 erschien sein zweiter Gedichtband, Berg ved blått vann, der von den Kritikern gelobt wurde. In dem Band ist auch das Gedicht Norsk Kjærleikssong enthalten, das Jonsson 1949 als sein bislang bestes Werk ansah. Auch das 1948 folgende dritte Buch, Jarnnetter, wurde von der Kritik positiv aufgenommen. Manche Kritiker fanden jedoch, dass das Werk inhaltlich veraltet sei.
1948 erhielt Jonsson ein Stipendium und unternahm eine Reise nach Finnland – in das Heimatland des von ihm verehrten Dichters Elmer Diktonius. Diese war sein erster Auslandsaufenthalt. Neben einem unveröffentlichten Reisetagebuch verfasste er dort auch Gedichte und Artikel. Nach seiner Rückkehr nach Lom zog er zu seiner Mutter, deren Gesundheitszustand schlechter wurde. Die Texte, die er ab 1949 schrieb, unterschieden sich von den früheren Werken durch ihre autobiographischen Elemente. Er verfasste auch sein erstes Drama, den Einakter Siste stikk, das vom norwegischen Kirchenministerium mit einem Preis ausgezeichnet wurde.

### Letzte Monate in Oslo
Nach dem Tod seiner Mutter zog Jonsson 1950 nach Oslo, wo er das Buch Nesler, eine Sammlung seiner Essays, veröffentlichte. Postum erschien 1952 ein zweiter Band. Er arbeitete außerdem an seiner vierten Gedichtsammlung, Ei dagbog for mitt hjerte, in der Einsamkeit, Sehnsucht und der Tod eine große Rolle spielen. Nach seinem Tod wurde das fertiggestellte Manuskript in einem Umschlag mit der Aufschrift Til forlaget (An den Verlag) auf seinem Schreibtisch gefunden.
Jonsson wurde in Oslo nicht glücklich, obwohl er nun ein erfolgreicher Schriftsteller war und keine finanziellen Sorgen mehr hatte. Er war einsam und depressiv, verfiel dem Alkohol und nahm Tabletten. Am 10. Januar 1951 unternahm er einen Suizidversuch, an dessen Folgen er vier Tage später im Krankenhaus starb. Er wurde in seiner Heimatstadt Lom begraben. Sein Elternhaus gehört heute zum Heimatmuseum der Gemeinde Lom.